# Joop de Leur
Johannes Anthonius (Joop) de Leur (Rotterdam, 5 juni 1900 - Bielefeld, 3 september 1973) was een Nederlandse componist en pianist van populaire muziek.
De Leur groeide op met muziek. Zijn vader was pianist, en van zijn oom, een organist, kreeg hij muziekles. Zijn eerste optreden gaf hij op elfjarige leeftijd, en al gauw verzorgde hij voor verschillende bekende zangers de muzikale begeleiding, zoals Lou Bandy, Willy Derby en Kees Pruis. In 1923 werd hij gevraagd om in Duitsland op te treden als lid van het Belgische jazzkwintet Excellos Five, dat onder meer experimenteerde met de charleston. Toen er binnen enkeke jaren ruzie ontstond over het snorretje dat hij liet staan, verliet De Leur het kwintet om als pianist in de Haller Revue aan de slag te gaan.
Vanaf 1930 begon De Leur ook te componeren. Hij schreef de muziek voor onder meer de Nederlandstalige nummers Meneer Dinges weet niet wat swing is, en Ben je in Rotterdam geboren. Het door hem in 1935 van muziek voorziene liedje “Een dansliedje deint” zou bij leven zijn grootste hit worden, al was het tijdens de oorlog dan nauwelijks op de radio te horen. De Duitse bezetter verbood het op de radio draaien van muziek van De Leur, vanwege zijn joodse grootmoeder.
De Leur kwam berooid uit de oorlog. Hij ging aan de slag bij Lou Bandy als muzikaal begeleider, en vormde later met Tonny Schifferstein een pianoduo voor de radio. Ook bleef hij componeren, waaronder de in 1959 uitgebrachte Zuiderzeeballade.
In maart 1965 overleed zijn vrouw Kitty de Leur-Woudsma, met wie hij 43 jaar getrouwd was geweest. Hij hertrouwde binnen enkele jaren met Wanda de Leur, een gewezen danseres uit Duitsland.
In 1967 ontving De Leur een Gouden Harp uitgereikt voor zijn verdiensten aan de Nederlandse amusementsmuziek.
Een aantal dagen voor zijn overlijden werd er nog een portret van hem gefilmd als onderdeel van een VPRO-documentaire over de Artiesten Reünie Club, een gezelligheidsvereniging voor gewezen artiesten op leeftijd. De Leur overleed in het ziekenhuis van Bielefeld, waar hij eind augustus 1973 met een maagbloeding was opgenomen. Hij werd begraven op de Oosterbegraafplaats in Amsterdam.
- Biografisch Portaal: 65634468
- International Standard Name Identifier: 0000 0003 9003 6789
- Nederlandse Thesaurus van Auteursnamen: 324138628
- Virtual International Authority File: 283565383
- WorldCat: E39PBJyRDgBthXTdFDPhXQbPQq